# حسن دانشفر
حسن دانشفر (۱۳۰۱–۱۳۸۴) از ادبا، محققین برجسته و استادان خوشنویس پیرو شیوه میرزا غلامرضا اصفهانی بود که در همدان زندگی و فعالیت می‌کرد. در حافظ‌شناسی و بیشتر در خیام‌شناسی نیز تبحری استادانه داشت. وی مؤلف پنج کتاب است که با خط خود او نوشته و منتشر شده‌اند.

## زندگی‌نامه
حسن دانشفر در سال ۱۳۰۱ خورشیدی در همدان زاده شد. خوشنویسی را در حضور میرزا غلامحسین اسلامبولچی در همدان فرا گرفت و سپس در تهران به کلاس درس استاد حسن زرّین خط راه یافت. او برای شرکت در این کلاس هر هفته از همدان به تهران می‌رفت. در همان حین که در یکی از ادارات دولتی همدان به‌کار اشتغال داشت، به تحقیق و تتبع در آثار بزرگان خوشنویسی پرداخت و بیش از همه شیفته کارهای میرعماد الحسنی، محمد رضا کلهر، میرزا غلامرضا اصفهانی و محمد حسین خان عمادالکتاب گردید.

دانشفر خود را پیش از موعد بازنشسته کرد تا همه وقت خویش را به فرهنگ و هنر اختصاص دهد. او فرزندی نداشت و اکثر عمر خویش را در کنار همسرش خانم عالیه متقیان طی کرد. دانشفر از ورود و حضور در انجمن خوشنویسان ایران خودداری ورزید و یکی از منتقدان رویه انجمن و به زعم او ساده‌انگاری در آموزش خوشنویسی و صدور مدرک بود. جز مواردی معدود که تنها برخی از آثارش را به نمایش عموم گذاشت از برگزاری نمایشگاه رویگردان بود. از میان اساتید انجمن خوشنویسان ایران، آثار غلامحسین امیرخانی، عباس اخوین و در مواردی عبدالله فرادی را بیشتر می‌پسندید اما در همین حال متواضعانه و مستدل یکی از منتقدین آثار بسیاری از سرشناسان انجمن خوشنویسان بود. او همچنین با بسیاری از بزرگان ادب و هنر مأنوس و هم‌گفتار بود که از آن جمله می‌توان به مجتبی مینوی، محسن هشترودی، دیجور همدانی و پرویز یاحقی اشاره کرد. هر جمعه صبح خانه‌اش محفل شاگردان و دوستدارانش بود. او هیچگاه در انتخاب شاگردانش سن، موقعیت، جنسیت یا عقاید آن‌ها را ملاک قرار نمی‌داد و صرفاً به استعداد هنری و تلاش آن‌ها نظر داشت.

حسن دانشفر، علاوه بر تحقیق و تالیفات درباره خیام که به وی در این زمینه شهرت بخشید، به حافظ علاقه و ارادت خاصی داشت و آخرین اثر ادبی خود را در در سال ۱۳۸۴ و در سن هشتاد و دو سالگی درباره غزلیات حافظ به خط تحریر منتشر نمود.
حسن دانشفر در روز ۱۲ تیرماه ۱۳۸۴ زندگی پربار خویش را بدرود گفت.

## زندگی هنری و ادبی
حسن دانشفر همدانی در نستعلیق بیش و پیش از همه به شیوه میرزا غلامرضا اصفهانی دلبند بود و سبک او را دنبال کرد. در عین حال سیاه مشق‌هایش اغلب پیروی از شیوه عمادالکتاب را به نمایش می‌گذارند. آثار حسن دانشفر تنها به نستعلیق محدود نمی‌شوند. وی در شکسته نستعلیق نیز دستی توانا داشت و از الگوهای تعلیمی درویش عبدالمجید طالقانی سرمشق می‌گرفت.

دانشفر در کنار خوشنویسی، به تذهیب و نواختن ویولن هم می‌پرداخت و در این دو هنر نیز استادی قوی‌دست و سرشار از خلاقیت بود. بیشتر آثارش با مرکب دست‌ساز، کاغذهای آماده‌شده و تذهیب خودش به انجام رسیده‌است. وی در ترکیب رنگ‌ها و رنگینه‌نویسی هم ذوق فراوانی داشت.

دایره فعالیت‌های حسن دانشفر تنها به حوزه هنر محدود نمی‌شد و در ادبیات نیز به تحقیق و تألیف و تحریر اهتمام خاصی می‌ورزید. پنج کتاب که به زندگی، افکار و اشعار عین القضات، خیام، باباطاهر و حافظ اختصاص یافته‌اند تألیف و آن‌ها را با خط خود به تحریر درآورده و به دست چاپ سپرد.

## ویژگی در هنر خطاطی
از جمله خصوصیات خط دانشفر قلم‌هایی بود که استفاده می‌کرد. زیانه تراشیده شده این قلم‌ها جزم و زاویه زبانه قلم تقریباً ۱۸۰ درجه بود. مورب نبودن قلم، قدرت مانور را تاحد زیادی از نویسنده می‌گیرد و نشاندن شش دانگ قلم بر روی کاغذ سخت‌تر می‌شود. به همین دلیل قدرت خط او بیشتر در دودانگ مشقی متبلور شده است.

## تالیفات
- چند نکته درباره عین‌القضات همدانی عارف و مجاهد بزرگ اوایل قرن ششم هجری، همدان، نشرهگمتانه، ۱۳۵۸
- درب‍اره رب‍اع‍ی‍ات ع‍م‍ر خ‍ی‍ام - ب‍ا م‍ق‍دم‍ه‌ای از م‍ج‍ت‍ب‍ی م‍ی‍ن‍وی، چاپ اقبال، ۱۳۷۳ خورشیدی
- اسپیده‌باز: سیری در احوال و اشعار بابا طاهر همدانی، نشر اقبال، تهران، ۱۳۷۱
- از پندار تا یقین: مروری بر خیام هدایت، ذکاءالملک فروغی و دشتی، مفتون همدانی، همدان، ۱۳۷۶ شابک: ۹۶۴۹۱۴۹۶۲۷
- س‍ی‍ری در اش‍ع‍ار ح‍اف‍ظ: ک‍ش‍ف و اس‍ت‍خ‍راج س‍ی و ه‍ش‍ت غ‍زل ال‍ح‍اق‍ی و چ‍ه‍ل و س‍ه ب‍ی‍ت ب‍ی‍گ‍ان‍ه در ح‍اف‍ظ ق‍زوی‍ن‍ی، همدان، نشر میهن نو، ۱۳۸۱ شابک: ۹۶۴۷۱۴۲۱۰۲